# جوره مهاد-شحتول
جوره مهاد-شحتول (به عربی: شحتول) یک منطقهٔ مسکونی در لبنان است که در شهرستان کسروان واقع شده‌است. جوره مهاد-شحتول ۲٫۹ کیلومتر مربع مساحت دارد ۹۲۰ متر بالاتر از سطح دریا واقع شده‌است.